# 朝阳山镇
朝阳山镇，是中华人民共和国吉林省吉林市磐石市下辖的一个乡镇级行政单位。

## 行政区划
朝阳山镇下辖以下地区：
朝阳社区、三棚村、大一步村、横山村、大安村、张家炉村、自安村、草庙村、德兴村、向阳村、致富村、拐子炕村、福安村、红石村、朝阳山村、青山村、胜利村、大快当村、德胜沟村和红五月村。